# Crişul Repede
Il Crişul Repede (in ungherese Sebes-Körös) è un fiume dell'Europa centrale che nasce in Romania e confluisce nel Körös in territorio ungherese.

## Percorso
Il Crișul Repede nasce a nord-est dei Monti Apuseni, nei Monti Gliău, vicino al villaggio di Izvoru Crișului, a circa 710 m di altitudine, prima di scorrere in direzione est-ovest e sfociare nel Körös in Ungheria, a monte della cittadina di Gyomaendrőd, nella contea di Békés, a 81 m di altitudine. Il Crișul Repede, con il suo flusso irregolare, è incanalato lungo gran parte del suo corso inferiore tra Țețchea e Oradea in Romania, per poi entrare nella grande pianura ungherese presso Körösszakál. A monte di Oradea è stato costruito anche un sistema di bacini e laghi di contenimento per proteggere la città dalle inondazioni (i laghi Lugașu de Jos, Tileagd e Oșorhei).
Nel suo corso superiore, prima di entrare nella pianura di Crișana, il Crișul Repede presenta numerose gole e rapide nel suo passaggio tra i Monti Plopiș a nord e i Monti Pădurea Craiului a sud.